# Horse to the Water
«Horse To The Water» — песня Джорджа Харрисона, написанная им в соавторстве со своим сыном Дхани. Изначально была исполнена Харрисоном вместе с Джулсом Холландом и его оркестром. Песня вышла на альбоме Small World, Big Band. Песня была записана 2 октября 2001 года и стала последней композицией, исполненной Джорджем Харрисоном. Будучи тяжело больным, Харрисон уже не имел достаточно сил для того, чтобы играть на гитаре. В шутку он указал издателем песни не Harrisongs, а R.I.P Music Ltd., что было одним из наглядных примеров присущего Харрисону чёрного юмора.
В 2002 году на Концерте для Джорджа Джулс Холланд и Сэм Браун исполнили эту песню в память о Харрисоне.